# Kiedy ty spisz
Kiedy ty spisz è un documentario cortometraggio del 1952 diretto da Andrzej Wajda.